# Riki Takeuchi
Riki Takeuchi (竹内力, Takeuchi Riki) (4 de gener de 1964) és un actor i cantant japonès. Takeuchi ha participat en moltes pel·lícules de yakuzes i pel·lícules d'acció, entre les quals es troba le trilogía Dead or Alive, de Takashi Miike. Takeuchi també va aparéixer a Battle Royale II: Rèquiem, on va interpretar un personatge homònim.
Takeuchi és també conegut sota el nom artístic de RIKI, amb el qual es va presentar al món de la música. Aquest personatge, similar a una exagerada i extravagant versió d'ell mateix, és en molts sentits una autoparodia de la fama aconseguida per Takeuchi durant els seus anys al cinema japonès.

## Carrera
Takeuchi va debutar al món del cinema el 1986, després d'haver treballat anteriorment com a model. També ha tingut la seva propia marca de roba, tingut una carrera com a cantant i fet de lluitador de lluita lliure.

## Carrera en la lluita lliure professional
Takeuchi també és famós per les seves aparicions a l'empresa de puroresu HUSTLE. Sota el nom de "King RIKI", Takeuchi va debutar a HUSTLE Aid 2009 amb una vestimenta i personalitat similars al seu personatge RIKI. A l'esdeveniment, King RIKI "va assassinar" a Generalissimo Takada quan es disposava a retirar-se de l'empresa i va prendre el seu rol d'antagonista, formant per a aquest propòsit una nova facció de lluitadors anomenada Riki Corps, entre els quals es trobaven Riki Choshu, Yoshihiro Takayama i Wataru Sakata. A HUSTLE Jihad 2009, RIKI va derrotar finalment la HUSTLE Army, després del qual es va anunciar que l'empresa prendria un estil molt més seriós, allunyat de l'anterior "Fighting Opera". No obstant això, poc després HUSTLE va tancar.
Aquell mateix any, Takeuchi va enregistrar Avex Group una versio the "Love Machine" de Morning Musume, celebrant el desè aniversari de la cançó, i apareixent com a RIKI juntament amb els lluitadors de lluita lliure Riki Choshu i Yoshihiro Takayama.

## Perfil
- Nom: Riki Takeuchi (竹内力, Riki Takeuchi)
- Data de naixement: 4 de gener de 1964.
- Lloc de naixement: Saiki, Prefectura de Oita, Japó.
- Tipus de Sang: A
- Altura: 5 '11 " (180 cm)

## Filmografia
- 1986: His Motorbike, Her Island: Koh Hashimoto
- 1986: Bound for the Fields, the Mountains, and the Seacoast: Kawakita-sensei
- 1986: The Yakuza Wives: Taichi Hanada
- 1987: Shonan Bakusozoku: Bomber Bikers of Shonan: Shirozaki
- 1987: The Yakuza Wives 2: Sada
- 1988: Sudden Xoc! Monster Bus
- 1988: The Strange Couple: Osamu Yamakura
- 1988: The Discarnates
- 1990: Juroku-sai no Marine Blue
- 1990: Binbara High School
- 1991: Blowback: Love & Death: Joe
- 1991: Jingi
- 1995: Tokyo Mafia: Yakuza Wars: Ginya Yabuki
- 1995:  Tokyo Mafia 2: Wrath of the Yakuza: Ginya Yabuki
- 1995: Ginji the Slasher: Ginjiro Mana
- 1996: Tokyo Mafia 3: Battle for Shinjuku
- 1996: Rakkasei: Piinattsu: Kyotaro
- 1996: Fudoh: The New Generation: Daigen Nohma
- 1997: Tokyo Mafia 4: Yakuza Blood
- 1997: Fudoh 2
- 1998: Blood
- 1998: The Yakuza Way: Kanuma
- 1998: Fudoh 3
- 1998: Gokudo no Onna-tachi:
- 1998: The Stupid Teacher: Kuhachiro
- 1998: Mikeneko Holmes no Tasogare Hotel: Osakabe
- 1998: Daikaiju Tokyo ni
- 1999: Nobody
- 1999: Dead or Alive:
- 2000: Dead or Alive 2: Shuuichi
- 2002:  Dead or Alive: Final: Oficial Takeshi Profunda
- 2002: Deadly Outlaw Rekka: Kunisada
- 2003:  Honor 37: The Rule of Vengeance: Jun
- 2003: Hitokiri Ginji: Ginji Sonezaki (1945-1953)
- 2003: Battle Royale II: Requiem: Riki Takeuchi-sensei
- 2003: Yakuza Demon
- 2003: Last Life in the Universe: Takashi
- 2005: Genkaku
- 2005: Yaji and Kita: The Midnight Pilgrims: Shonoshin Kimura
- 2005: Suteinu
- 2005: Stormy Night: Giro
- 2006: Shura Gedo: Honke Shugeki
- 2006: LoveDeath
- 2006: Jo-Jo Girl Cop: Kazutoshi Kira
- 2007: The Yakiniku
- 2007: Dai Nipponjin: Hanerunojyuu
- 2008: Jirocho
- 2008: Ichi
- 2008: Hyakuhachi
- 2012 Thermae Romae: Tatenio
- 2012 Shamenbana Kyonosuke: hayami
- 2014 Silver Spoon: Pare d'Aki
- 2014 Thermae Romae II: Tateno
- 2014 Gaki Rock
- 2014 Tokyo Tribe: Buppa
- 2015 Heroine Disqualified

## Altres aparicions
Takeuchi apareix al videojoc Yakuza 0 com al personatge Hiroki Awano (també conegut com a Daiki Amano). Takeuchi dona veu al personatge, que ha estat modelat a la seva imatge.